# Карл (Саксония-Майнинген)
Вижте пояснителната страница за други личности с името Карл.
Август Фридрих Карл Вилхелм фон Саксония-Майнинген (на немски: August Friedrich Karl Wilhelm von Sachsen-Meiningen; * 19 ноември 1754, Франкфурт на Майн; † 21 юли 1782, Зонеберг) от рода на Ернестинските Ветини, е от 1763 г. до смъртта си херцог на Саксония-Майнинген.

## Живот
Той е големият син на херцог Антон Улрих фон Саксония-Майнинген (1687 – 1763) и втората му съпруга принцеса Шарлота Амалия фон Хесен-Филипстал (1730 – 1801), дъщеря на ландграф Карл I фон Хесен-Филипстал.
През 1763 г., след смъртта на баща му, майка му Шарлота Амалия се мести от Франкфурт на Майн в Майнинген и поема регентството до 1782 г. за синовете си. През 1775 г. Карл става пълнолетен и е съ-регент на майка си.
Още във Франкфурт на Майн Карл се запознава с Йохан Волфганг фон Гьоте и след това двамата имат лични контакти. Карл е член на масонската ложа „Charlotte zu den drei Nelken'', на която от 1776 г. е ръководител. Заедно с брат си Георг I той започва преустрояването на резиденцията Майнинген.
Карл се жени на 5 юни 1780 г. в Гедерн за принцеса Луиза фон Щолберг-Гедерн (* 13 октомври 1764, Гедерн; † 24 май 1834, Карлсруе), дъщеря на княз Кристиан Карл фон Щолберг-Гедерн (1725 – 1764) и съпругата му графиня Елеанора Ройс-Лобенщайн (1736 – 1782). Бракът е бездетен. След две години майка му напуска регентството и Карл управлява заедно с брат си Георг I (1761 – 1803) до смъртта си на 28 години. Наследен е от брат му Георг.
След смъртта му вдовицата му Луиза фон Щолберг-Гедерн се омъжва на 21 януари 1787 г. в Майнинген за херцог Ойген (Евгений) фон Вюртемберг (1758 – 1822), син на херцог Фридрих Евгений II.